# Onderwerpsgids
Een onderwerpsgids is een overzicht van websites en/of elektronische documenten aangelegd en beheerd door een redactieploeg. Deskundigen - niet de machines – bepalen wat er in de database verschijnt en categoriseren de informatie. Daarom leveren ze minder maar relevantere resultaten op dan zoekmachines. Een onderwerpsgids kan verwijzen naar de informatie via een hyperlink of een url en ze kan de informatie van de website synthetiseren. 

## Werkwijze
Via categorieën krijgt de gebruiker toegang tot relevante bronnen. Een beschrijving over de oorsprong, de inhoud of de aard van de bron laat de onderzoeker toe uit te maken of de bron interessant is. De selectie, de opmaak van de inhoudsopgave, het toekennen van sleutelwoorden en het in categorieën verdelen is complex en tijdrovend waardoor de kwaliteit en de kwantiteit van gids tot gids verschilt. Onderwerpsgidsen zijn in te delen naar inhoud of naar vorm. 
Vormelijk
Vormelijk zijn er verschillen tussen stambomen, indices en matrices. Stambomen zoeken van breed naar specifiek, een matrix organiseert informatie in roosters en een index bestaat uit trefwoorden.  
Inhoudelijk
Inhoudelijk zijn er verschillen tussen startpagina’s, portalen, blogs en webringen die thematisch georganiseerd zijn. Andere termen zijn onderwerpsportaal, portaalsite of vortal (samentrekking van ‘vertical portal’).